# Calathea nigrocostata
Calathea nigrocostata är en strimbladsväxtart som beskrevs av Jean Jules Linden och Éduard-François André. Calathea nigrocostata ingår i släktet Calathea och familjen strimbladsväxter. Inga underarter finns listade.